# Oligota extranea
Oligota extranea är en skalbaggsart som beskrevs av Sharp 1908. Oligota extranea ingår i släktet Oligota och familjen kortvingar. Inga underarter finns listade i Catalogue of Life.